# Баня Исмаил-хана
Баня Исмаил хана или Восточная баня — историко-архитектурный памятник, хамам, расположенный в городе Нахчыван.
Согласно постановлению Кабинета министров Азербайджанской Республики № 132 от 2 августа 2001 года, включён в список недвижимых исторических и культурных памятников республиканского значения.

## История
Баня Исмаил хана расположена в городе Нахичевань, на пересечении проспекта Гейдара Алиева и улицы Тебриз, на площади Деде Горгуд. Относится к середине XVIII века. Баня состоит из входа, служебного зала, купели с бассейном, кладовой и котельной комнаты. Общая площадь здания составляет 526 м². Баня прямоугольной формы, построена из обожжённого кирпича. Наружная часть портала с аркой украшена резьбой по камню. Раздевалка имеет восьмиугольную форму. Вдоль стен зала расположены шесть глубоких ниш. В зале для омовения есть два прохода, один из которых ведёт в другую комнату. В центре зала построен бассейн размером 2х2 метра. Площадь зала составляет 108 м², а потолок покрыт сферическим куполом. Баня освещается небольшими окнами, расположенными на стенах залов, а также трубами на вершине купола.
Кладовая бани находится с западной стороны здания, примыкая к залу для омовения. Водоснабжение осуществляется с помощью кяриза (подземного водопровода). Отопление помещений осуществляется через подземные каналы. Баня была построена Исмаил-ханом, сыном Керим-султана Кенгерли, который был хакимом Нахчывана.
После восстановления независимости Азербайджана хамам был включён в список недвижимых историко-культурных памятников республиканского значения согласно распоряжению Кабинета Министров Азербайджанской Республики №132 от 2 августа 2001 года. В 2005 году хамам был капитально отреставрирован. Распоряжением Кабинета министров Нахичеванской Автономной Республики №98 от 21 ноября 2007 года хамам включён в список архитектурных памятников республиканского значения.